# Upper Arley
Upper Arley – wieś i civil parish w Anglii, w hrabstwie Worcestershire, w dystrykcie Wyre Forest. Historycznie część Staffordshire. Leży 28 km na północ od miasta Worcester i 183 km na północny zachód od Londynu. W 2001 miejscowość liczyła 645 mieszkańców.

## Infrastruktura

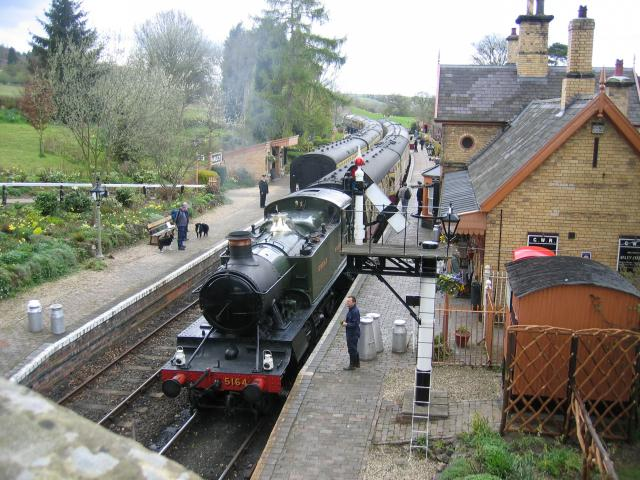
Stacja kolejowa Arley

Stacja kolejowa Arley kolei Severn Valley Railway, jednej z zachowanych brytyjskich kolei parowych, była wykorzystywana w wielu filmach i programach telewizyjnych (m.in. w programie BBC Stacyjka Hatley (w którym w latach 1995-1997 "grało" tytułową miejscowość)). Stacja została otwarta w 1862 roku i zamknięta przez British Railways w 1963 roku. Została ponownie otwarta przez SVR w 1974 roku. Wioska posiada również jeden pub, herbaciarnię i pocztę ze sklepem. 